# عبدالحسین شهنازی
عبدالحسین شهنازی (؟ - ۱۳۲۷)، از نوازندگان سرشناس تار در آغاز سدهٔ ۱۴ هجری بود. وی فرزند آقا حسینقلی فراهانی و برادر کوچک علی اکبر شهنازی است.
عبدالحسین شهنازی، تار را نزد برادر بزرگ‌تر خود، علی‌اکبر شهنازی آموخت. وی از هنگام تأسیس رادیو، از نخستین نوازندگانی بود که در رادیو ساز زد. او با نوازندگانی چون ابوالحسن صبا، مرتضی محجوبی، حسین تهرانی، حبیب سماعی و مرتضی نی‌داود و خوانندگانی مانند جلال تاج اصفهانی، ادیب خوانساری، جواد بدیع‌زاده همکاری کرد.

## شاگردان
- فرهنگ شریف